# سيسم
السيسم (الاسم العلمي:Misopates) هو جنس من النباتات يتبع الفصيلة الحملية من رتبة الشفويات.

## أنواع السيسم
- سيسم واضح الكأسية
- سيسم وهراني
- سيسم نهر العاصي
- سيسم فونتكويري
- سيسم صغير الثمار
- سيسم صغير
- سيسم بنطسي
- سيسم سالفاجي